# Even in the Quietest Moments...
Even in the quietest moments è il quinto album del gruppo musicale progressive dei Supertramp, uscito nell'aprile del 1977.
Il disco fu il secondo ad essere registrato in America, principalmente allo studio Caribou Ranch in Colorado. Lo studio Record Plant di Los Angeles fu utilizzato per sovraincisioni e missaggio. Fu inoltre il primo album dei Supertramp a vedere la collaborazione con il tecnico del suono Peter Henderson che lavorerà con loro per i successivi tre album, ricoprendo anche la funzione di co-produttore. Il titolo e la copertina sono influenzati dalle esperienze ascetiche avute da Hodgson durante un viaggio in India, in particolare l'incontro con il santone Babaji che dà il titolo ad una delle canzoni.
Questo disco è l'ultima esperienza "progressive" prima che il gruppo si orienti completamente al "pop" dell'album successivo. Si respira un rock cristallino permeato di tanti timbri puri ed acustici: sovraincisioni di chitarre acustiche, assoli di pianoforte, fino ad arrivare all'orchestra sinfonica di "Fool's Overture".

## Concezione e registrazione
Nonostante tutte le canzoni siano per contratto accreditate alla coppia Davies/Hodgson, il primo ha composto Lover Boy, Downstream e From Now On, mentre Hodgson ha scritto Give a Little Bit, Even in The Quietest Moments, Babaji e Fool's Overture.
Lover Boy fu ispirata da una pubblicità vista da Davies all'interno di una rivista per uomini.
Even in The Quietest Moments fu per la maggior parte scritta durante un soundcheck da Hodgson con l'aiuto di Davies alla batteria. La ballata Downstream è solo piano e voce e fu registrata in una sola take da Davies. Il batterista della band, Bob Siebenberg, ha descritto questo brano il suo preferito della discografia del gruppo.
Il disco fu registrato principalmente in Colorado, allo studio Caribou Ranch. I membri del gruppo ricordano di aver avuto parecchia difficoltà a causa dell'altitudine maggiore rispetto a quanto abituati e di aver avuto persino bisogno dell'ausilio di bombole d'ossigeno. In particolare il sassofonista John Helliwell non riuscì a registrare quasi nulla e quasi tutte le sue parti dovettero essere registrate nuovamente a Los Angeles. Le parti di sassofono, le voci e alcune sovra incisioni furono registrate allo studio The Record Plant di Los Angeles. Nello stesso studio fu eseguito il missaggio dell'album.
In questo disco non è presente il caratteristico piano elettrico Wurlitzer che aveva contraddistinto il suono del gruppo precedentemente. La cosa si ripeterà nell'album del 1985 Brother Where You Bound. È invece presente nell'intermezzo di From Now On una parte di piano Fender Rhodes suonato da Davies.

## Tracce
Tutte le canzoni sono attribuite a Roger Hodgson e Rick Davies.
1. Give a Little Bit – 4:08 (voce: Hodgson)
2. Lover Boy – 6:49 (voce: Davies)
3. Even in the Quietest Moments – 6:26 (voce: Hodgson)
4. Downstream – 4:00 (voce: Davies)
5. Babaji – 4:50 (voce: Hodgson)
6. From Now On – 6:18 (voce: Davies)
7. Fool's Overture – 10:52 (voce: Hodgson)

## Classifiche
Album - Billboard (Nord America)
| Anno | Classifica | Posizione |
| ---- | ---------- | --------- |
| 1977 | Pop Albums | 44        |

## Formazione

### Supertramp
- Roger Hodgson - voce, cori, chitarra acustica 12 corde, chitarra elettrica, pianoforte (5,7), sintetizzatori (7), harmonium (7), arrangiamenti
- Rick Davies - voce, cori, pianoforte, organo Hammond, piano elettrico Fender Rhodes, sintetizzatori, Clavinet
- John Helliwell - sassofoni, clarinetto, sintetizzatori, melodica, cori
- Bob Siebenberg (accreditato come C. Benberg) - percussioni, batteria, tamburello, maracas, vibraslap
- Dougie Thomson - basso

### Produzione
- Supertramp - produzione, arrangiamenti orchestrali
- Peter Henderson - tecnico del suono
- Russel Pope - tecnico del suono
- Tom Anderson - assistente tecnico, remixing
- Tom Likes - assistente tecnico
- Steve Smith - assistente tecnico
- Geoff Emerick - missaggio
- Frank DeLuna - mastering del vinile originale
- Greg Calbi - remastering
- Jay Messina - remastering
- Gary Mielke - programmazione Oberheim
- Michel Colombier - arrangiamenti orchestrali
- Mike Doud - direzione artistica
- Kenneth McGowan - fotografia
- Bob Seidemann - fotografia